# James Warren (ingénieur)
Pour les articles homonymes, voir James Warren.
James Warren est un ingénieur britannique né en 1806 et mort en 1908.

## Biographie
James Warren a laissé son nom à une poutre en treillis, la poutre en treillis Warren, dont il a obtenu le 15 août 1848 le brevet no 12 242 avec Willoughby Theobald Monzoni. L'âme de cette poutre en treillis est composée, en général, de triangles équilatéraux placées entre des membrures parallèles dont les diagonales sont soumises à de la compression et de la traction, sans qu'il soit nécessaire de prévoir des montants verticaux. Le premier brevet prévoit une circulation au niveau des membrures inférieure et supérieure. Ce type de poutre en treillis est isostatique.
Des variantes ont été prévues avec :
- des montants verticaux placés au droit des intersections des diagonales au droit de la membrure supérieure seulement ou des deux membrures ;
- un doublement de la triangulation donnant des diagonales entrecroisées.

Poutre Warren
Poutre Warren avec montants verticaux
Poutre Warren avec diagonales entrecroisées

Ce type de poutres en treillis est similaire à ceux brevetés par Alfred H. Neville en France en 1838, et William Nash en Angleterre en 1839.
Le calcul des sollicitations dans les poutres ont été développées à partir des Leçons données par Henri Navier qui ont été connues aux États-Unis grâce à la publication du cours donné à l'Académie militaire de West Point par Dennis Hart Mahan, An Elementary Course of Civil Engineering for the Use of the Cadets of the United States Military Academy, en 1837. Dennis Hart Mahan avait connu ces Leçons au cours de ses études à l'École d'application de l'artillerie et du génie de Metz, entre 1826 et 1829, époque pendant laquelle Jean-Victor Poncelet et Pierre-Félix Michon y enseignaient la mécanique.
Squire Whipple a publié un premier livre sur le calcul des poutres en treillis aux États-Unis en 1847, et par William Thomas Doyne (1823-1877), et William Bindon Blood, en Angleterre, en 1851, dans un article An investigation of the strains upon the diagonals of lattice beams with the resulting formulae paru le 11 novembre 1851 lu devant l'Institution of Civil Engineers. Cet article va alimenter les discussions entre ingénieurs britanniques sur l'efficience des structures en treillis, en particulier sur les conséquences pour le dimensionnement des pièces de liaisons aux nœuds. Isambard Kingdom Brunel indique qu'il faut définir une démarcation entre les poutres à treillis multiples et les poutres Warren.
La première utilisation de ce brevet en Grande-Bretagne peut se trouver en 1852 par Joseph Cubitt sur le Newark Dyke Railroad Bridge sur le réseau du Great Northern Railroad.

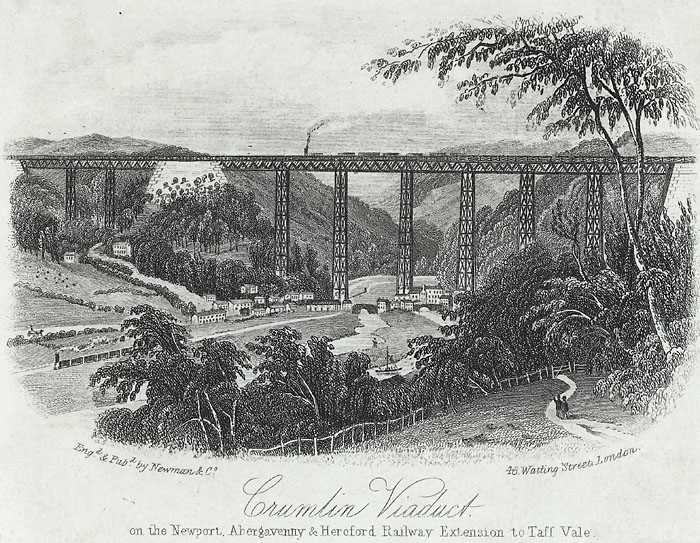
Dessin du viaduc de Crumlin

Thomas William Kennard (1825-1893) après avoir analysé la structure des poutres en treillis Warren a proposé de simplifier les membrures longitudinales. Il obtient un brevet avec Warren en 1853. Il l'applique pour la première fois pour la réalisation du viaduc de Crumlin (en).
Aux États-Unis la poutre en treillis Warren ne s'est imposée qu'au début du XXe siècle. Elle a été employée pour la première fois pour un pont suspendu sur le pont de Manhattan.

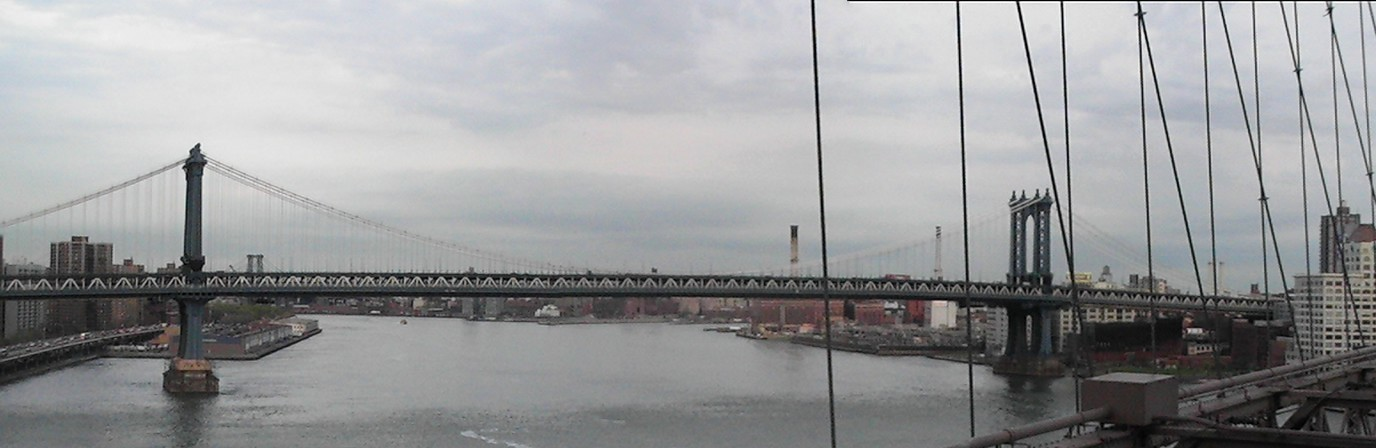
Panorama du pont de Manhattan.

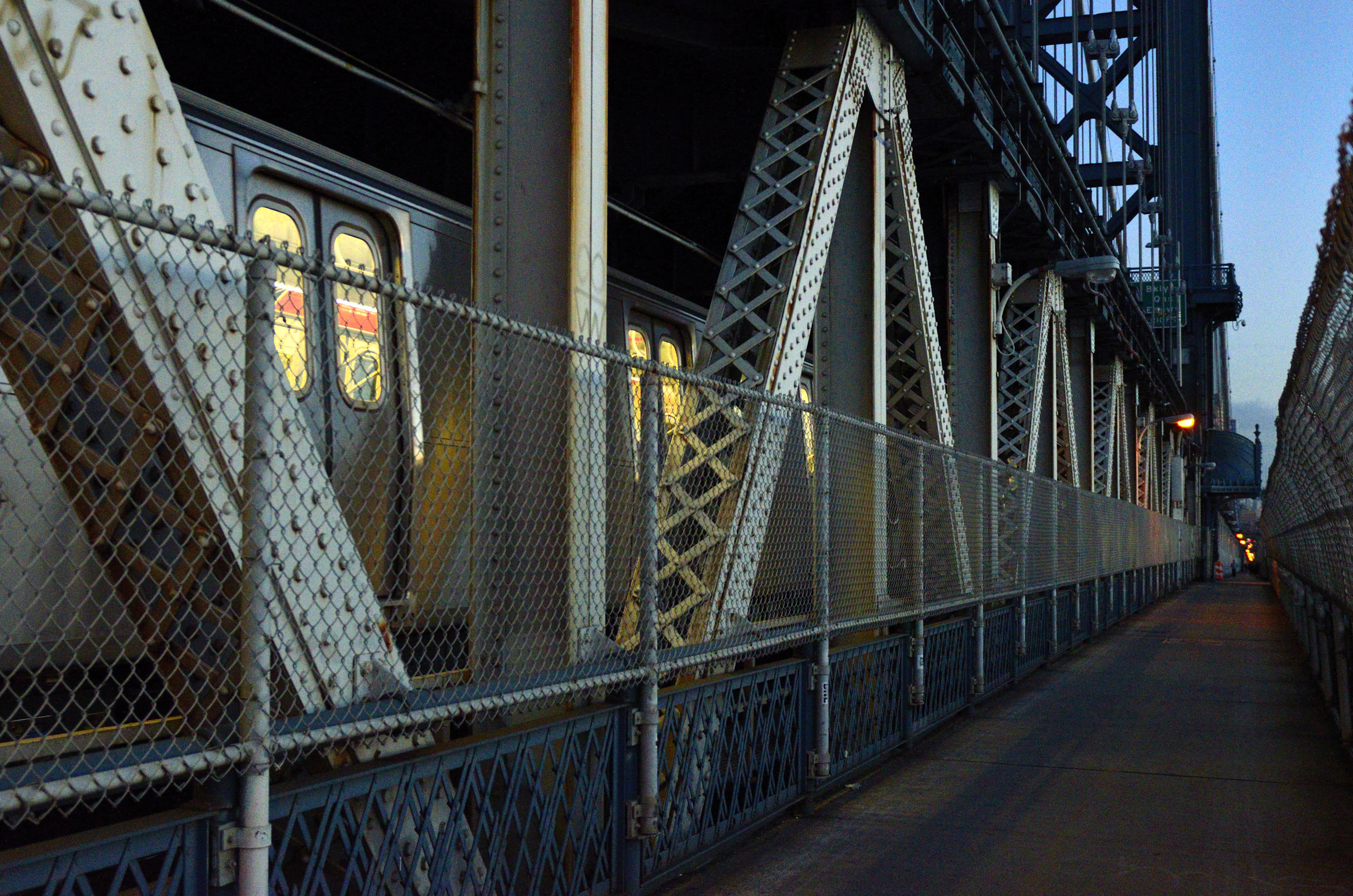
Détail de la triangulation Warren avec montants verticaux

Ce type de treillis a aussi été utilisé aux débuts de l'aviation pour les avions biplans dans les diagonales reliant les ailes comme on peut le voir sur les avions Handley Page H.P.42 et Fiat CR.42 Falco.

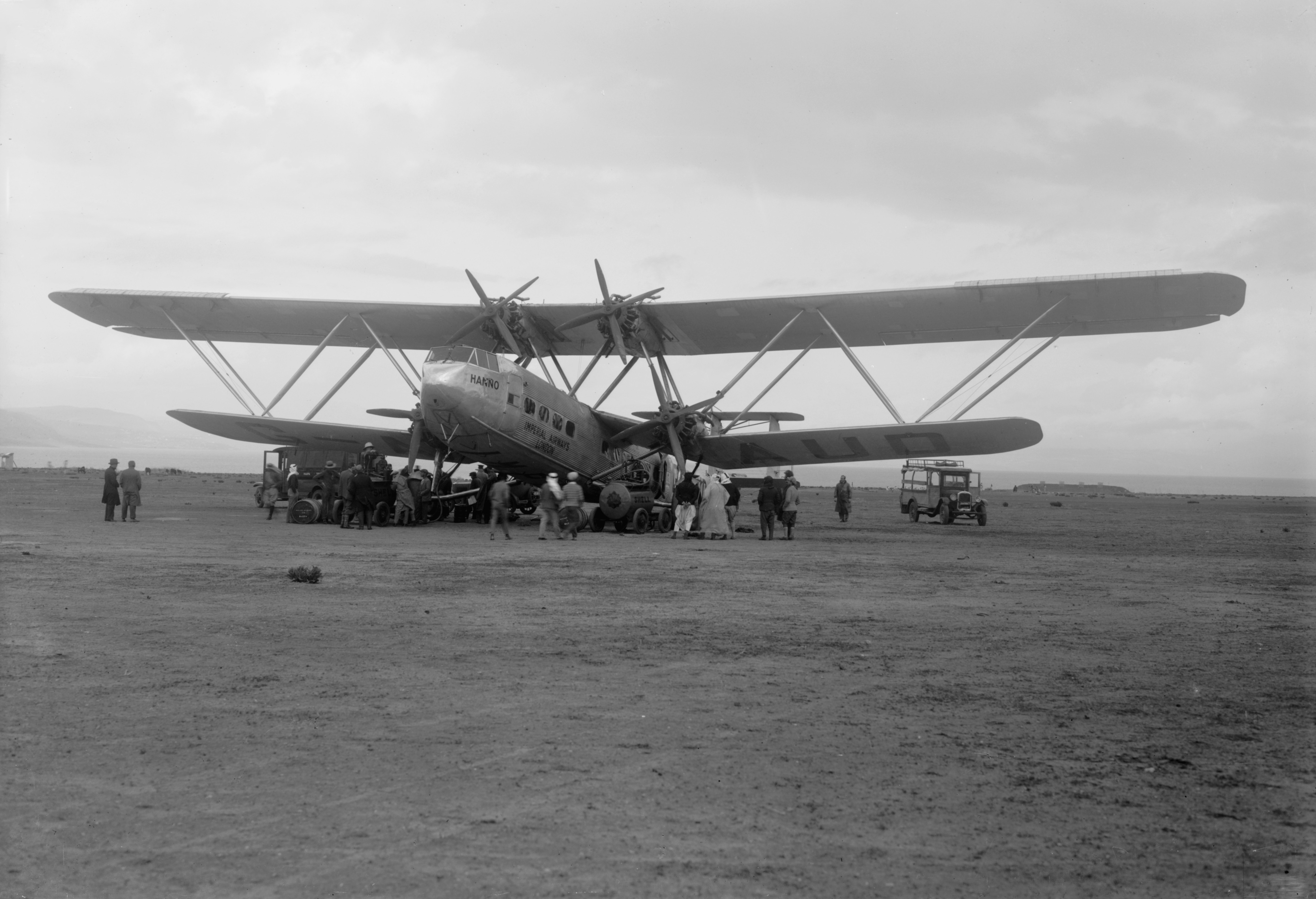
Handley Page HP42
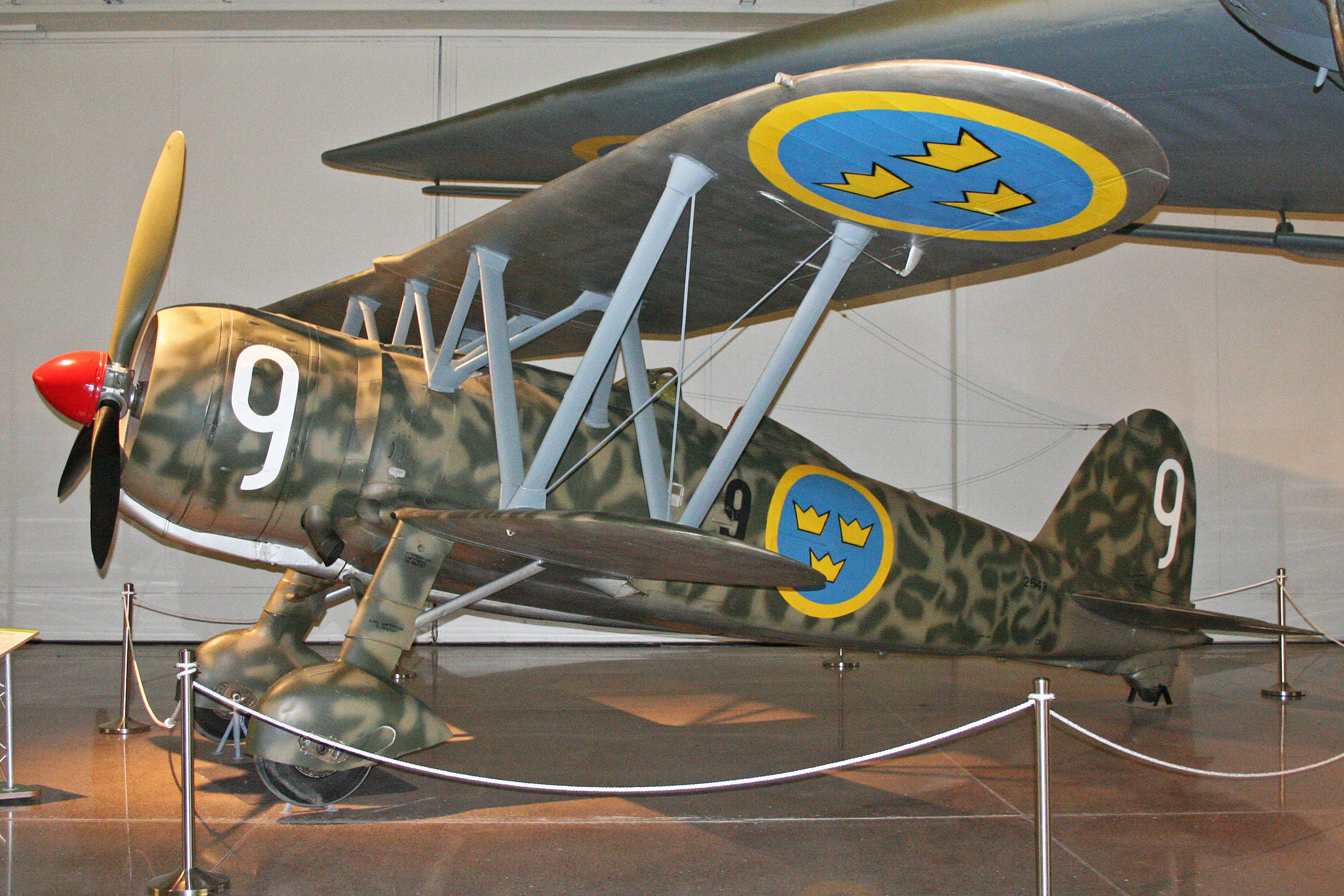
Fiat CR42

Le treillis Warren est actuellement le plus couramment utilisé dans le monde.